# 奈良府民
奈良府民（ならふみん）とは、奈良県に居住しながら県内ではなく大阪府および京都府、とりわけ大阪市内へ通勤を行う労働者を指す言葉である。奈良県民のおよそ8分の1を占める。参考までに付け加えると、奈良県は全国47都道府県中、最も県外就業率の高い県である事が各年の国勢調査より明らかになっている。また、京都府内への日常流動も京都市にある大学などに通学する者を中心として一定の数が存在する。
奈良府民は家に生活しに帰るためだけに奈良県に居住するため、地域への関心が薄いとされる。
「奈良府」は現在は存在してはいないが、かつては存在していた（後述）。

## 特徴
無党派が多く、そのため『奈良府民』の割合が高い生駒市・三郷町・王寺町・香芝市などの自治体が関係する選挙の予想はつきにくく、テレビや新聞が予想していた結果とは正反対になる事が多くある。奈良県最大の都市かつ県庁所在地である奈良市も、市西部の矢田丘陵・西ノ京丘陵および市北部の平城山丘陵にベッドタウンが広がることもあって『奈良府民』の割合は比較的高く、『奈良府民』の実数は生駒市を上回って最多となる自治体である。
上記の事象に関連して、2015年にはこの『奈良府民』という言葉を公式の場で奈良県の地元国会議員が発言し、賛否を呼んだこともあり、このような発言が生まれる程、奈良県には『府民』が多い事情がある。
この奈良盆地を通る近畿日本鉄道（奈良線と大阪線、京都線、橿原線など）と西日本旅客鉄道（関西本線(大和路線)と奈良線など）にとって、この『奈良府民』の通勤通学者は大きな収入源となっている。
| 奈良県の市町村 | 大阪府 | 京都府 | 奈良県の市町村 | 大阪府 | 京都府 |
| -------------- | ------ | ------ | -------------- | ------ | ------ |
| 生駒市         | 44.5%  | 3.9%   | 王寺町         | 39.1%  | 1.7%   |
| 三郷町         | 37.5%  | 1.5%   | 香芝市         | 36.6%  | 1.2%   |
| 平群町         | 33.7%  | 2.2%   | 斑鳩町         | 30.2%  | 1.8%   |
| 上牧町         | 30.4%  | 1.3%   | 河合町         | 29.9%  | 1.7%   |
| 奈良市         | 24.0%  | 6.3%   | 広陵町         | 25.1%  | 1.5%   |
| 安堵町         | 24.6%  | 1.7%   | 大和高田市     | 22.3%  | 1.3%   |
| 葛城市         | 21.6%  | 0.9%   | 大和郡山市     | 19.0%  | 3.3%   |
| 橿原市         | 16.6%  | 1.8%   | 川西町         | 13.6%  | 3.0%   |
| 田原本町       | 13.4%  | 2.3%   | 御所市         | 14.4%  | 0.9%   |
| 三宅町         | 13.3%  | 1.9%   | 桜井市         | 13.5%  | 1.6%   |
| 明日香村       | 12.1%  | 1.7%   | 高取町         | 11.6%  | 1.7%   |
| 宇陀市         | 11.1%  | 1.1%   | 天理市         | 7.5%   | 1.9%   |
| 大淀町         | 8.2%   | 0.7%   | 五條市         | 8.1%   | 0.5%   |
| 下市町         | 6.2%   | 0.8%   | 吉野町         | 5.1%   | 0.5%   |

## 実在の奈良府民
1868年9月15日（慶応4年7月29日）に「奈良府」が設置され、1869年8月24日（明治2年7月17日）に「奈良県」に改称されるまでの約11ヶ月間、奈良府民が実在した。
1876年（明治9年）4月18日に奈良県は堺県に編入されて消滅し、その堺県も1881年（明治14年）2月7日に大阪府に編入されて消滅した。1887年（明治20年）11月4日に奈良県が再設置されるまでの約6年9ヶ月間、「大阪府民」だった。